# Jack Canfield
Jack Canfield (19 augustus 1944) is een Amerikaanse managementgoeroe en spreker. Hij geniet bekendheid als co-auteur van de boekenserie Chicken Soup for the Soul. Deze serie bestaat in 2008 uit meer dan 124 titels. Er zijn honderd miljoen boeken van verschenen in meer dan 47 talen. Hij schrijft deze samen met Mark Victor Hansen.